# Естасион де Сервисио 7053 Гресија С.А. де C.V. (Мерида)
Естасион де Сервисио 7053 Гресија С.А. де C.V. (шп. Estación de Servicio 7053 Grecia S.A. de C.V.) насеље је у Мексику у савезној држави Јукатан у општини Мерида. Насеље се налази на надморској висини од 9 м.

## Становништво
Према подацима из 2005. године у насељу је живело 49 становника.

### Хронологија
| Година       | 2005 |
| ------------ | ---- |
| Становништво | 49   |

### Попис
| # | Индикатор                        | Вредност |
| - | -------------------------------- | -------- |
| 1 | Укупно појединачних домаћинстава | 1        |